# Dorothy Lee
Pour les articles homonymes, voir Lee.

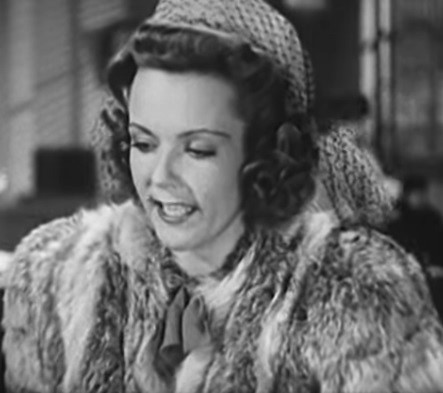
Dans Roar of the Press (1941)

Marjorie Elizabeth Millsap, née le 23 mai 1911 à Los Angeles (Californie) et morte le 24 juin 1999 à San Diego (Californie), est une actrice américaine, connue sous le nom de scène de Dorothy Lee.

## Biographie
Dorothy Lee apparaît d'abord au théâtre à Broadway (New York) dans la comédie musicale Hello Yourself!, représentée d'octobre 1928 à janvier 1929. La même année 1929 sort son premier film, Syncopation de Bert Glennon (avec Bobby Watson et Ian Hunter).
Suit une trentaine d'autres films américains, notamment plusieurs aux côtés du duo comique Wheeler & Woolsey, dont The Cuckoos de Paul Sloane (1930), Caught Plastered de William A. Seiter (1931) et Silly Billies de Fred Guiol (1936).
Ses trois derniers films sortent en 1941 (dont Roar of the Press (en) de Phil Rosen, avec Jean Parker et Wallace Ford), après quoi elle se retire définitivement de l'écran. Elle meurt à 88 ans, en 1999.

## Théâtre à Broadway (intégrale)
- 1928-1929 : Hello Yourself!, comédie musicale, musique de Richard Myers, lyrics de Leo Robin, livret de Walter DeLeon, costumes de Charles Le Maire et Jack L. Lipshutz : Sue Swift

## Filmographie partielle
- 1929 : Syncopation de Bert Glennon : Peggy
- 1929 : Rio Rita de Luther Reed
- 1930 : Half Shot at Sunrise de Paul Sloane : Annette Marshall
- 1930 : Coucous (The Cuckoos) de Paul Sloane : Anita
- 1930 : Dixiana de Luther Reed : Nanny, l'amie de Peewee
- 1930 : Hook, Line and Sinker d'Edward F. Cline : Mary Marsh
- 1931 : Cracked Nuts d'Edward F. Cline
- 1931 : Caught Plastered de William A. Seiter : Peggy Morton
- 1931 : Les Bijoux volés (The Stolen Jools) de William C. McGann (court métrage) : la jeune femme sur la balancelle signant un autographe
- 1931 : Laugh and Get Rich de Gregory La Cava : Alice Austin
- 1931 : Too Many Cooks (en) de William A. Seiter : Alice Cook
- 1931 : Peach-O-Reno (Peach O'Reno) de William A. Seiter : Prudence Bruno
- 1932 : Girl Crazy de William A. Seiter : Patsy
- 1933 : Mazie (en) de Dallas M. Fitzgerald : rôle-titre
- 1934 : Hips, Hips, Hooray! (en) de Mark Sandrich : Daisy
- 1934 : Gibier de potence (en) (Cockeyed Cavaliers) de Mark Sandrich : Mary Ann Dale
- 1935 : Aventure d'une évadée (School for Girls) de William Nigh : Dorothy Bosworth
- 1935 : The Rainmakers (en) de Fred Guiol : Margie Spencer
- 1936 : Silly Billies de Fred Guiol : Mary Blake
- 1939 : Twelve Crowded Hours (en) de Lew Landers : Thelma
- 1941 : Roar of the Press (en) de Phil Rosen : Frances Harris
- 1941 : Too Many Blondes (en) de Thornton Freeland : Lorene La Rue

## Source bibliographique
- 2013 : Jamie Brotherton & Ted Okuda, Dorothy Lee, the Life and Films of the Wheeler and Woolsey Girl ((en)), McFarland & Company, Inc., Publishers, Jefferson, 196 p.